# 成田親泰
成田 親泰（なりた ちかやす）は、戦国時代の武将。山内上杉家の家臣。武蔵国忍城主。

## 略歴
成田氏は藤原師輔の流れを汲む。成田顕泰の子として誕生。
関東管領・上杉憲政に仕える。天文10年（1541年）に上杉憲賢と結んで上野国の横瀬泰業を攻撃した。
天文14年（1545年）、死去。